# The Neptunes
The Neptunes là bộ đôi sản xuất âm nhạc người Mỹ gồm hai thành viên Pharrell Williams và Chad Hugo, được thành lập tại Virginia Beach, Virginia vào năm 1992. Williams thường tham gia hát chính và xuất hiện trong các video âm nhạc của nhóm nhiều hơn so với Hugo.
Từ khi xuất hiện trên thị trường âm nhạc, The Neptunes đã sản xuất nhạc cho rất nhiều nghệ sĩ nổi tiếng như Clipse, Beyoncé, Jay-Z, Kelis, N.O.R.E., Britney Spears, Justin Timberlake, Nelly, Ludacris, T.I., Robin Thicke, Gwen Stefani, Snoop Dogg, cùng nhiều nghệ sĩ khác. Vào 2009, tạp chí âm nhạc Billboard xếp The Neptunes vị trí số một trong danh sách 10 nhà sản xuất âm nhạc hàng đầu của thập kỷ. Tháng 1 năm 2020, The Neptunes được ghi danh vào Đại sảnh Danh vọng Nhạc sĩ (Songwriters Hall of Fame). Vào tháng 5 năm 2021, Hugo và Williams nhận bằng Tiến sĩ Danh dự từ Trường Âm nhạc Berklee và Nhạc viện Boston tại Berklee.

## Sự nghiệp
Williams và Hugo gặp nhau tại một trại hè ở một trường năng khiếu tại Virginia Beach, Virginia, trong đó Williams chơi trống và Hugo chơi kèn saxophone tenor. Năm 1991, khi tham gia một cuộc thi tài năng trong khu vực, The Neptunes đã thi cùng với những người bạn từ nhỏ gồm Missy Elliott, Timbaland và Magoo. Nhờ cuộc thi này, The Neptunes được Teddy Riley - nhà sản xuất âm nhạc nổi tiếng có phòng thu ngay gần trường của Williams, phát hiện. Thời điểm làm việc với Teddy Riley, The Neptunes đã viết ca khúc "Rump Shaker" cho ban nhạc Wreckx-n-Effect vào năm 1992 khi họ còn đang đi học. Bộ đôi cũng làm việc với nhóm nhạc Blackstreet của Teddy Riley, đồng sáng tác ca khúc "Tonight's the Night" từ album đầu tay của nhóm.
Năm 1998, The Neptunes sản xuất ca khúc "Superthug" cho rapper Noreaga đến từ New York. Bộ đôi cũng sản xuất ca khúc "Got Your Money" của Ol' Dirty Bastard vào năm 1999, với sự góp giọng của Kelis, nữ ca sĩ được The Neptunes sản xuất toàn bộ album phòng thu đầu tay mang tên Kaleidoscope (1999) và album Wanderland năm 2001.
The Neptunes sản xuất album Exclusive Audio Footage (1999) cho bộ đôi hip-hop Clipse. Năm 2000, The Neptunes sản xuất đĩa đơn "I Just Wanna Love U (Give It 2 Me)" của Jay-Z từ album phòng thu thứ năm của nam rapper, The Dynasty: Roc La Familia, và bài hát "Shake Ya Ass" của rapper Mystikal, từ album phòng thu thứ tư Let's Get Ready.
Năm 2001, N.E.R.D. phát hành album phòng thu đầu tay In Search of..., được The Neptunes sản xuất. Cũng trong năm đó, The Neptunes sản xuất bản hit toàn cầu đầu tiên với đĩa đơn "I'm a Slave 4 U" của Britney Spears, từ album phòng thu thứ ba cùng tên của cô, Britney.
The Neptunes cũng viết và sản xuất đĩa đơn cuối cùng của nhóm nhạc NSYNC, "Girlfriend", sau đó tiếp tục viết và sản xuất nhiều ca khúc nằm trong album solo đầu tay của Justin Timberlake, Justified (2002), gồm các đĩa đơn chính "Like I Love You", "Rock Your Body", và "Señorita".
Năm 2003, The Neptunes phát hành album tổng hợp Clones, gồm các bài hát và bản remix từ nhiều nghệ sĩ của hãng đĩa Star Trak. The Neptunes đã giành giải "Nhà sản xuất của năm" tại Giải Grammy 2004 lần thứ 46.
Năm 2024, Hugo đã đệ đơn kiện Williams về quyền thương hiệu tên gọi của bộ đôi sản xuất này. Williams sau đó xác nhận rằng cả hai đã không còn nói chuyện với nhau.

## Danh sách đĩa nhạc

### Albums tổng hợp
| Tiêu đề | Chi tiết                                                         | Vị trí cao nhất | Vị trí cao nhất | Vị trí cao nhất | Chứng nhận   |
| Tiêu đề | Chi tiết                                                         | US              | US R&B /HH      | CAN             | Chứng nhận   |
| ------- | ---------------------------------------------------------------- | --------------- | --------------- | --------------- | ------------ |
| Clones  | - Ngày phát hành: 19 tháng 8 năm 2003 - Hãng đĩa: Star Trak, RCA | 1               | 1               | 7               | - RIAA: Gold |

### Đĩa đơn
| Tiêu đề                                                                               | Năm  | Vị trí cao nhất | Vị trí cao nhất | Vị trí cao nhất | Album  |
| Tiêu đề                                                                               | Năm  | US              | US R&B /HH      | US Rap          | Album  |
| ------------------------------------------------------------------------------------- | ---- | --------------- | --------------- | --------------- | ------ |
| "Frontin'" (cùng Jay-Z)                                                               | 2003 | 5               | 1               | —               | Clones |
| "Light Your Ass on Fire" (cùng Busta Rhymes)                                          | 2003 | 69              | 23              | 12              | Clones |
| "It Blows My Mind" (cùng Snoop Dogg)                                                  | 2003 | —               | 68              | —               | Clones |
| "Hot Damn" (cùng Clipse)                                                              | 2003 | —               | 58              | —               | Clones |
| "Pomegranate" (cùng Deadmau5)                                                         | 2020 | —               | —               | —               |        |
| "—": bản thu âm không lọt vào bảng xếp hạng hoặc không được phát hành tại khu vực đó. |      |                 |                 |                 |        |

## Giải thưởng và đề cử
Bộ đôi này đã giành được nhiều giải thưởng, trong đó có Giải Grammy, với các đề cử liên tục từ năm 2004 đến 2007. The Neptunes đã giành được ba giải Grammy, bao gồm: Nhà sản xuất của năm (Producer of the Year), Album nhạc Pop xuất sắc nhất (Best Pop Vocal Album) cho Justified, và Bài hát Rap xuất sắc nhất với "Money Maker". Tổng cộng, The Neptunes đã giành được sáu giải thưởng từ mười tám lần đề cử.

### BillboardR&B/Hip-Hop Awards
Giải thưởng Billboard R&B/Hip-Hop Awards được tài trợ bởi tạp chí Billboard và được tổ chức hàng năm vào tháng 12.
| Năm  | Đề cử / Tác phẩm | Giải thưởng            | Kết quả   |
| ---- | ---------------- | ---------------------- | --------- |
| 2002 | The Neptunes     | Songwriter of the Year | Đề cử     |
| 2002 | The Neptunes     | Producer of the Year   | Đề cử     |
| 2003 | The Neptunes     | Songwriter of the Year | Đề cử     |
| 2003 | The Neptunes     | Producer of the Year   | Đoạt giải |
| 2004 | The Neptunes     | Producer of the Year   | Đề cử     |
| 2009 | The Neptunes     | Producer of the Decade | Đoạt giải |

### Grammy Awards
Giải thưởng Grammy Awards được tổ chức hàng năm bởi Viện hàn lâm Khoa học và Nghệ thuật Thu âm Quốc gia Hoa Kỳ (National Academy of Recording Arts and Sciences).
| Năm  | Đề cử / Tác phẩm         | Giải thưởng                            | Kết quả   |
| ---- | ------------------------ | -------------------------------------- | --------- |
| 2004 | The Neptunes             | Producer of the Year, Non-Classical    | Đoạt giải |
| 2004 | Justified                | Best Pop Vocal Album                   | Đoạt giải |
| 2004 | "Frontin'"               | Best Rap/Sung Collaboration            | Đề cử     |
| 2004 | "Beautiful"              | Best Rap/Sung Collaboration            | Đề cử     |
| 2004 | "Beautiful"              | Best Rap Song                          | Đề cử     |
| 2004 | "Excuse Me Miss"         | Best Rap Song                          | Đề cử     |
| 2005 | "Drop It Like It's Hot"  | Best Rap Performance by a Duo or Group | Đề cử     |
| 2005 | "Drop It Like It's Hot"  | Best Rap Song                          | Đề cử     |
| 2006 | The Neptunes             | Producer of the Year, Non-Classical    | Đề cử     |
| 2006 | The Emancipation of Mimi | Best Contemporary R&B Album            | Đoạt giải |
| 2007 | "Money Maker"            | Best Rap Song                          | Đoạt giải |
| 2007 | In My Mind               | Best Rap Album                         | Đề cử     |